# Helmut Faßke
Helmut Faßke (obersorbisch Helmut Faska; * 8. April 1932 in Wuischke, † 15. Januar 2024 in Hoyerswerda) war ein sorbischer Sprachwissenschaftler und einer der maßgeblichen Mitarbeiter bei der Erstellung des Sorbischen Sprachatlas.

## Leben und Wirken
Faßke entstammte einem sorbischen Elternhaus mit sorbischer Muttersprache. Nach dem Zweiten Weltkrieg gehörte er zu einer Gruppe junger Sorben, die ihre Ausbildung in den tschechischen Gymnasien in Varnsdorf und Česká Lípa erhielten. Seinen Schulabschluss erlangte er 1951 im ersten Abiturjahrgang an der sorbischen Oberschule in Bautzen. Dort arbeitete er dann zwei Jahre als Lehrer für Obersorbisch und Sport. Anschließend studierte er Slawistik (Sorbisch und Polnisch) an der Karl-Marx-Universität Leipzig. Nach dem Abschluss des Studiums war er ein Jahr lang Stipendiat an der Lomonossow-Universität Moskau.
Im Jahr 1958 wurde Helmut Faßke dann wissenschaftlicher Mitarbeiter am Institut für sorbische Volksforschung in Bautzen. Seine Promotionsschrift Die Vetschauer Mundart legte er 1963 an der Universität Leipzig vor. In Bautzen arbeitete er an der Erstellung des Sorbischen Sprachatlas (15 Bände, 1965–1996), er war Autor von fünf Bänden und Co-Autor (mit Siegfried Michalk und Helmut Jentsch) von zehn Bänden. Eine weitere bedeutende Veröffentlichung jener Zeit ist die in Mitarbeit von Siegfried Michalk entstandene Grammatik der obersorbischen Schriftsprache der Gegenwart (1981). Im Jahr 1969 wurde Faßke zum Vorsitzenden der Obersorbischen Sprachkommission gewählt. In Wertschätzung seiner wissenschaftlichen Arbeit erhielt Faßke 1984 den Ćišinski-Preis.
Schließlich wurde Faßke 1988 zum Professor berufen und übernahm neben der Forschung auch die Lehre. Die Mitarbeiter des Instituts für sorbische Volksforschung wählten Faßke in der Wendezeit 1990 zum neuen Direktor, nachdem er zuvor schon jahrelang die Abteilung für Sprachwissenschaft geleitet hatte. Er war 1992 Gründungsdirektor des aus diesem Institut hervorgegangenen Sorbischen Instituts.
Faßke war Mitglied des Internationalen Slawistenkomitees (Veranstalter der Internationalen Slawistenkongresse), hat an diversen internationalen Projekten mitgearbeitet und war Mitautor des Gesamtslawischen Sprachatlas. Er sprach nahezu alle slawischen Sprachen fließend und war mit Forschern der Slawistik vernetzt.
Helmut Faßke wohnte in Commerau bei Königswartha.

## Familie
Aus seiner 1960 geschlossenen Ehe mit der sorbischen Volkskundlerin Hanka Faßke (geb. Elle; 1935–2002) gingen die Söhne Tomas (* 1961) und Peter (* 1964) hervor. Tomas Faßke arbeitete als studierter Journalist unter anderem für den Sorbischen Rundfunk.